# Un ragazzo
(Bookseller, in copertina dell'ottava edizione.)
Un ragazzo è un romanzo scritto dal londinese Nick Hornby e pubblicato nel 1998.
Terza opera dello scrittore inglese, il romanzo ha ottenuto un grande successo, vendendo più di un milione di copie in patria. Nel 2002 è uscito il film omonimo tratto dal libro, con protagonista Hugh Grant.

## Trama
La storia si svolge a Londra nel 1993 ed ha come protagonisti Will Freeman, un single di 36 anni e Marcus Brewer, un adolescente che viene descritto come introverso da sua madre, depressa e con tendenze suicide.
Will non ha mai lavorato in vita sua. Vive di rendita grazie ai diritti d'autore di una canzoncina natalizia scritta da suo padre. Trascorre il suo tempo immerso nella cultura degli anni novanta, bevendo, usando droghe leggere e intrattenendo brevi relazioni con donne sempre diverse.
Dopo una breve e piacevole relazione con una mamma single, Will decide che le madri single potrebbero essere perfette per il tipo di relazioni a lui congeniali. Decide così di partecipare alle riunioni di gruppo di mamme single e si inventa di avere un figlio di due anni di nome Ned.
Durante queste riunioni conosce Marcus e sua mamma Fiona. Sebbene all'inizio la loro relazione appaia stravagante alla fine nascerà una vera amicizia.
Will, nella sua parte di single molto alla moda cerca di aiutare Marcus ad entrare nella cultura giovanile anni '90, incoraggiandolo a cambiare look, convincendolo a non farsi più tagliare i capelli da sua madre, comprandogli un paio di scarpe alla moda e introducendolo all'ascolto di musica contemporanea tipo quella dei Nirvana.
L'amicizia di Marcus e Will si rafforzerà sempre più anche quando Marcus e Fiona scoprono che in realtà Will non ha nessun figlio.
Marcus ha un'amica, Ellie, una ragazzina di 15 anni tosta e lunatica, che a scuola si mette sempre nei pasticci in quanto al posto della divisa indossa sempre una maglia di Kurt Cobain.
Capita che a volte Marcus incontri anche il padre, Clive il quale a Natale porta con sé anche la nuova fidanzata con la madre.
Un giorno Clive, a seguito di un lieve incidente che gli causa una frattura alla clavicola, mosso da pensieri filosofici sulla vita, invita Marcus ad andarlo a trovare nel Cambridgeshire. Marcus per farsi forza decide di portare con sé Ellie. Non arriveranno mai a destinazione: Ellie decide di distruggere la vetrina di un negozio solo perché esponeva un'immagine di Kurt Cobain: secondo lei questo significava sfruttare la morte del cantante per far soldi. Vengono entrambi arrestati.
Nel frattempo Will si innamora di una donna di nome Rachel, una madre single con un figlio della stessa età di Marcus.
La penultima scena del libro si svolge in una stazione di polizia, dove praticamente quasi tutti i protagonisti del libro sono presenti essendo Marcus il legame comune.
Il libro si conclude con un dialogo a tre tra Fiona, Will e Marcus dove Will mette alla prova Marcus e per vedere se veramente è cambiato gli propone di cantare una canzone di Joni Mitchell che a Fiona piace moltissimo. Marcus risponderà: "Io odio Joni Mitchell". Hornby conclude: "Will ora sapeva che Marcus se la sarebbe cavata".
Scoprendo che esistono altre vie Marcus finalmente comincia a vivere e a ragionare da ragazzino.
Anche Will trarrà dei vantaggi dall'incontro con Marcus accorgendosi di quanto sia piacevole sapere di avere qualcuno di cui prendersi cura.

## Personaggi
- Will: Pur non essendo ricco, vive bene con i diritti di autore di una canzone natalizia per bambini che il padre, aspirante musicista serio, gli ha lasciato. Riempie la sua vita con il corteggiamento delle donne, le droghe leggere ed è un single convinto.
- Marcus: Dodicenne introverso che vuole farsi accettare, figlio di genitori separati.
- Fiona: Madre di Marcus, separata dal marito, vuole crescere suo figlio nel rispetto dei valori in cui crede, lavora come musicoterapista, è una liberal-hippy, spesso depressa.

## Curiosità
- Il negozio dove Will compra il disco dei Nirvana a Marcus è il Championship Vinyl, negozio del protagonista del precedente romanzo Alta fedeltà.
- Il titolo del libro è un riferimento alla canzone dei Nirvana About a girl. È stato confermato in un'intervista rilasciata dall'autore alla BBC nel 2002.

## Adattamento cinematografico
Nella versione cinematografica, diretta dai fratelli Paul e Chris Weitz nel 2002, per rendere attuale la trama sono stati eliminati i riferimenti a Kurt Cobain, leader dei Nirvana, morto nel 1994. Inoltre sono state eliminate le parti inerenti alla droga e il finale è diverso. 
La colonna sonora del film è di Badly Drawn Boy.

## Edizioni
- Nick Hornby, Un ragazzo, collana Narratori della Fenice, traduzione di Federica Pedrotti, TEA, 2001, ISBN 88-7818-880-8.